# The Face of Fu Manchu
The Face of Fu Manchu (El regreso de Fu-Manchú en España y El rostro de Fu Manchú en Hispanoamérica) es una película de 1965 dirigida por Don Sharp y protagonizada por Christopher Lee, Nigel Green y Joachim Fuchsberger.
El largometraje está basado en una saga detectivesca, de espionaje y de misterio llamada Fu Manchú, que fue protagonizada por el malvado genio criminal, el Dr. Fu Manchú, una saga creada por Sax Rohmer en una serie de historias cortas para la revista británica Story-Teller de Cassel en 1912.

## Argumento
El famoso criminal Dr. Fu Manchú, el famoso criminal, es decapitado en presencia de un oficial inglés en Asia. Sin embargo el alivio sentido por su muerte no dura mucho, ya que Fu Manchú todavía está vivo y planea conquistar el mundo. Un día, cuando un arma de destrucción masiva llega a sus manos, él mata a todos los residentes de una ciudad como prueba y disuasión para luego amenazar con matar a cientos de miles más si no le obedecen.

## Reparto
| Actor                   | Personaje     |
| ----------------------- | ------------- |
| Christopher Lee         | Fu Manchú     |
| Nigel Green             | Nayland Smith |
| Joachim Fuchsberger     | Carl Jannsen  |
| Karin Dor               | Maria Muller  |
| James Robertson Justice | Sir Charles   |
| Howard Marion-Crawford  | Dr. Petrie    |
| Tsai Chin               | Lin Tang      |
| Walter Rilla            | Muller        |
| Harry Brogan            | Gaskell       |
| Francesca Tu            | Lotus         |

## Producción

### Desarrollo
La saga tuvo mucho éxito cuando se estrenó y por ello, ya en los años 20 y 30, se hicieron cuatro películas de este personaje. Después de ello todo estuvo muy quieto respecto a él durante décadas. Eso cambió con la aparición de James Bond. Gracias a su primera película James Bond contra el Dr. No (1962) se creó el concepto de películas de agentes y de grandes malvados, lo que causó a que solo fuese cuestión de tiempo a que tuviese que aparecer imitaciones.
De esa manera el productor Harry Alan Towers, reconociendo esta ola popular de entonces, compró los derechos de varios libros de Fu Manchó no filmados y se juntó con Constantin Film para filmarlos ya que habían adquirida fama al filmar con muy gran éxito películas de Edgar Wallace. También escribió para este propósito el guion de la primera película y se encargó a que Don Sharp, que adquirió famal al filmar películas para la Hammer, la filmase.

### Filmación
Una vez preparado todo, se rodó la película en Dublín, Irlanda, ya que se llegó a la conclusión que la modernización de Londres ya no la hacía parecer como la ciudad de Londres de los años veinte. Esta decisión tomada por Towers causó a que no fuese fácil filmarlo a causa del mal tiempo allí, que causó que gran parte del eleco allí allí se enfermase a causa de ello durante el rodaje. Una vez terminado el rodaje, se estrenó la película el 6 de agosto de 1965.

## Recepción
El filme tuvo éxito en el cine. Ese éxito causó a que se filmasen otras cuatro secuelas, las últimas dos dirigidas por el español Jesús Franco, las cuales fueron también protagonizadas por Christopher Lee.
Hoy en día la película ha sido valorada en portales cinematográficos y por los críticos profesionales. En IMDb, por ejemplo, con aproximadamente 2100 votos registrados, el largometraje obtiene una media ponderada de 5,8 sobre 10. En cuanto a Rotten Tomatoes, los más de 250 votos registrados le dieron allí una valoración media de 2,9 de 5, mientras que los 5 críticos profesionales registrados allí dieron a la película una valoración media de 6 de 10. Adicionalmente cabe destacar, que en La Vanguardia el 60 % de los usuarios registrados en ese periódico le dan una valoración positiva al filme.